# 63389 Noshiro
63389 Noshiro este un asteroid din centura principală de asteroizi.

## Descriere
63389 Noshiro este un asteroid din centura principală de asteroizi. A fost descoperit pe 12 mai 2001 la Bisei Spaceguard Center în cadrul programului BATTeRS. Asteroidul prezintă o orbită caracterizată de o semiaxă mare de 2,77 ua, o excentricitate de 0,15 și o înclinație de 8,1° în raport cu ecliptica.